# بازار اولیه
بازار اولیه (به انگلیسی: primary market) بازاری است که در هنگام انتشار اوراق قرضه یا سهام شرکت‌ها به وجود می‌آید. بانک‌های سرمایه‌گذار خالق و به وجود آورنده بازارهای اولیه محسوب می‌شوند و اوراق بهادار را پیش از انتشار قیمت‌گذاری می‌کنند و سپس می‌فروشند. 